# Мовчан Василь Архипович
Василь Архипович Мовчан (1 (14) січня 1903, Неморож — 2 липня 1964, Київ) — український радянський іхтіолог-рибовод, член-кореспондент АН УРСР (з 23 травня 1951 року), член-кореспондент ВАСГНІЛ (з 1955 року), організатор і перший директор Інституту рибного господарства Української академії аграрних наук.

## Біографія
Народився 1 (14 січня) 1903 року в селі Неморожі (тепер Звенигородського району Черкаської області). Член ВКП(б) з 1927 року. У 1929 році закінчив Київський ветеринарно-зоотехнічний інститут. У 1930–1941 роках — директор Науково-дослідого інституту ставкового рибного господарства в Києві. У 1945-1950 роках працював в Інституті зоології АН УРСР. З 1949 року — завідувач відділом Інституту гідробіології АН УРСР, одночасно в 1945–1955 роках — професор, завідувач кафедрою Київського університету.

Могила Василя Мовчана

Помер 2 липня 1964 року. Похований в Києві на Байковому кладовищі.

## Наукова діяльність
Опублікував понад 200 наукових праць, в тому числі 28 книг і брошур, з них п'ять монографій. Праці присвячені теоретичним питанням іхтіології та ставкового рибництва, вивченню закономірностей росту риб, впливу на них умов існування тощо. Запропонував ефективний метод комплексної інтенсифікації росту риб. Мав три авторських свідоцтва на винаходи.

## Відзнаки
Лауреат Сталінської премії (за 1949 рік), премії Ради Міністрів СРСР (за 1948 рік). Нагороджений орденом Трудового Червоного Прапора (1963), шістьма медалями СРСР і Всесоюзної сільськогосподарської виставки, Почесною грамотою Всесоюзної сільськогосподарської виставки.